# Liste der Mitglieder des Provinziallandtags der Rheinprovinz (14. Sitzungsperiode)
Diese Liste nennt die Mitglieder des 14. Provinziallandtages der Rheinprovinz 1860.

## Hintergrund
Der Provinziallandtag der Rheinprovinz bestand aus 75 Mitglieder, die sich in vier Kurien aufteilten. Die erste Kurie bestand aus vier Standesherren, die über Virilstimmen verfügten. Die Standesherren konnten sich vertreten lassen. Die zweite Kurie bestand aus den Vertretern der Ritterschaft, diese wurden in zwei Wahlkreisen (Regierungsbezirke Koblenz/Trier/Köln und Regierungsbezirke Aachen/Düsseldorf) gewählt. Die dritte Kurie bildeten die Vertreter der Städte. Diese wurden in indirekter Wahl bestimmt. Die vierte Kurie bildeten die Landgemeinden. Diese wählten die Vertreter in doppelt indirekter Wahl: Die Urwähler wählten Wahlmänner, diese dann Bezirkswähler. Wahlkreise waren die Landkreise. Für die Abgeordneten wurden jeweils auch Stellvertreter gewählt.
Der Provinziallandtag der Rheinprovinz trat in seiner 14. Sitzungsperiode vom 28. Oktober 1860 bis zum 13. November 1860 zusammen. Der Landtagsabschied datiert vom 16. Oktober 1860.

## Liste der Abgeordneten
| Kurie                                | Wahlkreis | Abgeordneter                                             | Anmerkung                                                          |
| ------------------------------------ | --- | -------------------------------------------------------- | ------------------------------------------------------------------ |
| Stand der Fürsten, Grafen und Herren | | Fürst Joseph zu Salm-Reifferscheidt-Dyck                 | Prinz Alfred zu Salm-Reifferscheidt-Dyck                           |
| Ritterschaft                         | Koblenz/Trier/Köln | Freiherr Clemens August Waldbott von Bassenheim-Bornheim | Landtagsmarschall                                                  |
| Ritterschaft                         | Aachen/Düsseldorf | Freiherr Friedrich von Bourscheidt                       | Haus Rath                                                          |
| Ritterschaft                         | Aachen/Düsseldorf | Freiherr Georg von Eerde                                 | Landrat, Geldern                                                   |
| Ritterschaft                         | Aachen/Düsseldorf | Freiherr Julius Franz Otto von Dalwigk                   | Boisdorf, als Stellvertreter                                       |
| Ritterschaft                         | Aachen/Düsseldorf | Freiherr Emmerich Raitz von Frentz                       | Königlicher Kammerherr und Landrat aus Düsseldorf                  |
| Ritterschaft                         | Koblenz/Trier/Köln | Freiherr Franz Adolph Josef von Fürstenberg              | Lörsfeld                                                           |
| Ritterschaft                         | Koblenz/Trier/Köln | Freiherr Theodor Geyr von Schweppenburg                  | Wiesenthal, als Stellvertreter                                     |
| Ritterschaft                         | Koblenz/Trier/Köln | Wilhelm von Haw                                          | Landrat a. D., Trier                                               |
| Ritterschaft                         | Aachen/Düsseldorf | Freiherr Friedrich von der Heyden-Rynsch                 | Winkel                                                             |
| Ritterschaft                         | Koblenz/Trier/Köln | Graf Franz Egon von Hoensbroech                          | Erbmarschall und königlich preußischer Kammerherr auf Schloss Haag |
| Ritterschaft                         | Aachen/Düsseldorf | Graf Alfred von Hompesch                                 | Rurich                                                             |
| Ritterschaft                         | Aachen/Düsseldorf | Franz Andreas Josten                                     | Rittergutsbesitzer aus Neuß                                        |
| Ritterschaft                         | Aachen/Düsseldorf | Franz Werner von Leykam                                  | Elsum, Kreis Heilsberg                                             |
| Ritterschaft                         | Koblenz/Trier/Köln | Freiherr Clemens von Loë                                 | Wissen                                                             |
| Ritterschaft                         | Koblenz/Trier/Köln | Freiherr Eberhard von Mylius                             | Oberprokurator aus Aachen                                          |
| Ritterschaft                         | Koblenz/Trier/Köln | Graf Maximilian von Nesselrode-Ehreshoven                | Landrat, Ehreshoven                                                |
| Ritterschaft                         | Aachen/Düsseldorf | Freiherr Karl von Neukirchen gen. von Nyvenheim          | Landgerichtsrat, Düsseldorf, als Stellvertreter                    |
| Ritterschaft                         | Aachen/Düsseldorf | Peter von Rath                                           | Lauersfort                                                         |
| Ritterschaft                         | Aachen/Düsseldorf | Freiherr Ludwig Maximilian von Rigal-Grunland            | Bonn                                                               |
| Ritterschaft                         | Koblenz/Trier/Köln | Freiherr Albert von Salis-Soglio                         | Gemünden                                                           |
| Ritterschaft                         | Koblenz/Trier/Köln | Anton Franz Hermann von Solemacher-Antweiler             | Koblenz                                                            |
| Ritterschaft                         | Aachen/Düsseldorf | Graf August von Spee                                     | Heltorf                                                            |
| Ritterschaft                         | Koblenz/Trier/Köln | Freiherr Albert von La Valette-St. George                | Haus Auel                                                          |
| Ritterschaft                         | Koblenz/Trier/Köln | Freiherr Max Felix von Wolff-Metternicht                 | Gymnich                                                            |
| Städte                               | Düsseldorf | Gerhard Baum                                             | Bankier, Kommerzienrat, Düsseldorf                                 |
| Städte                               | Monschau, Eupen, Malmédy, St. Vith | Peter Becker                                             | Bürgermeister, Eupen                                               |
| Städte                               | Solingen, Remscheid, Dorp, Gräfrath, Wald, Höhscheid mit Merscheid, Burscheid mit Leichlingen, Opladen mit Neukirchen, Hitdorf         | Robert Böker                                             | Kaufmann, Remscheid, als Stellvertreter                            |
| Städte                               | Duisburg, Mülheim an der Ruhr, Essen, Kettwig, Werden, Ruhrort, Dinslaken, Emmerich, Rees, Isselburg                                   | Theodor Boeninger                                        | Kaufmann, Duisburg                                                 |
| Städte                               | Deutz, Mülheim am Rhein, Gladbach, Gummersbach, Wipperfürth, Siegburg, Königswinter, Neustadt                                          | Christian Brückmann                                      | Kaufmann, Mülheim am Rhein                                         |
| Städte                               | Aachen | Johann Contzen                                           | Bürgermeister, Aachen                                              |
| Städte                               | Kreuznach, Kirn, Sobernheim, St. Goar, Boppard, Oberwinter, Bacharach, Stromberg                                                       | Eduard Ebertz                                            | Rechtskonsulent, Kreuznach                                         |
| Städte                               | Barmen | Wilhelm von Eynern                                       | Kaufmann, Barmen                                                   |
| Städte                               | Neuss, Grevenbroich, Wevelinghoven, Gladbach, Viersen, Dahlen, Odenkirche, Rheydt, Uerdingen, Kempen, Süchtelen, Dülken, Kaldenkirchen | Michael Frings                                           | Kaufmann, Neuß                                                     |
| Städte                               | Elberfeld | Carl von der Heydt                                       | Bankier, Elberfeld                                                 |
| Städte                               | Koblenz | Jacob Hölscher                                           | Buchhändler, Koblenz                                               |
| Städte                               | Köln | Jakob Horst                                              | Rentner, Köln                                                      |
| Städte                               | Krefeld | Peter Hunzinger                                          | Kaufmann, Krefeld                                                  |
| Städte                               | Düren, Gemünd, Stolberg, Burtscheid | Abraham Lamberts                                         | Kaufmann, Burtscheid, als Stellvertreter                           |
| Städte                               | Jülich, Eschweiler, Heinsberg, Erkelenz, Geilenkirchen mit Hünshoven, Linnich                                                          | Dr. Ernst Joseph Lexis                                   | Arzt, Eschweiler                                                   |
| Städte                               | Merzig, Prüm, Bitburg, Wittlich, Bernkastel, Saarburg, Neuerburg                                                                       | Johann Peter Limbourg                                    | Gutsbesitzer, Bitburg                                              |
| Städte                               | Ratingen, Kaiserswerth, Angermund mit Gerresheim, Mettmann, Langenberg mit Hardenberg, Wülfrath, Velbert, Kronenberg, Steele, Hilden   | Gustav Linden                                            | Kaufmann, Ratingen                                                 |
| Städte                               | Kleve, Wesel, Goch, Gelder, Rheinberg, Moers, Orsoy, Xanten                                                                            | Wilhelm Münster                                          | Hauptmann a. D., Wesel                                             |
| Städte                               | Bonn, Münstereifel, Euskirchen, Zülpich, Rheinberg                                                                                     | Johann Jacob Noeggerath                                  | Geheimer Bergrat, Bonn                                             |
| Städte                               | Ehrenbreitstein, Vallendar, Bendorf, Neuwied, Linz, Wetzlar, Braunfels                                                                 | Jacob Nußbaum                                            | Kaufmann, Linz, als Stellvertreter                                 |
| Städte                               | Saarlouis, Saarbrücken, St. Johann, Ottweiler, St, Wendel, Baumholder                                                                  | Dr. Louis Riegel                                         | Apotheker, St. Wendel                                              |
| Städte                               | Stromberg, Trarbach, Zell, Cochem, Mayen, Andernach, Ahrweiler, Sinzig, Remagen, Simmern                                               | Wilhelm Josef Roth                                       | Sinzig                                                             |
| Städte                               | Trier | Damian Ernst Schoemann                                   | Bankier, Trier, als Stellvertreter                                 |
| Städte                               | Lennep, Ronsdorf, Lüttringhausen, Radevormwald, Burg, Hückeswagen, Wermelskirchen                                                      | Peter Schürmann                                          | Kaufmann, Lennep                                                   |
| Städte                               | Köln | Joseph Stupp                                             | Justizrat und Oberbürgermeister, Köln                              |
| Landgemeinden                        | Regierungsbezirk Trier | Ludwig Adams                                             | Gutsbesitzer, Mertloch                                             |
| Landgemeinden                        | Regierungsbezirk Aachen | Jacob Ahren                                              | Gutsbesitzer, Reichenstein                                         |
| Landgemeinden                        | Regierungsbezirk Trier | Bernard von Berg                                         | Gutsbesitzer, Hof Mellich                                          |
| Landgemeinden                        | Regierungsbezirk Düsseldorf | Wilhelm Duven                                            | Bürgermeister und Gutsbesitzer, Hörstgen                           |
| Landgemeinden                        | Regierungsbezirk Düsseldorf | Jakob Fonck                                              | Gutsbesitzer, Pfalzdorf                                            |
| Landgemeinden                        | Regierungsbezirk Köln | Franz Anton Frenger                                      | Gutsbesitzer, Frühlingen                                           |
| Landgemeinden                        | Regierungsbezirk Koblenz | Johann Gemünd                                            | Gutsbesitzer, Niederbreisig                                        |
| Landgemeinden                        | Regierungsbezirk Koblenz | Christian Gruhn                                          | Gutsbesitzer, Gemünden                                             |
| Landgemeinden                        | Regierungsbezirk Trier | Nicolas Guittienne                                       | Gutsbesitzer, Niedaltdorf                                          |
| Landgemeinden                        | Regierungsbezirk Koblenz | Georg Karl Immich                                        | Gutsbesitzer, Enkirch                                              |
| Landgemeinden                        | | Dr. Kellermann                                           | Gutsbesitzer, Saarn                                                |
| Landgemeinden                        | Regierungsbezirk Koblenz | Ludwig Kimnach                                           | Gutsbesitzer, Weiler                                               |
| Landgemeinden                        | Regierungsbezirk Trier | Appollinar Koch                                          | Gutsbesitzer, Wiltingen                                            |
| Landgemeinden                        | Regierungsbezirk Düsseldorf | Urban Leven                                              | Bürgermeister, Benrath                                             |
| Landgemeinden                        | Regierungsbezirk Köln | Wilhelm Olbertz                                          | Gutsbesitzer, Erp, als Stellvertreter                              |
| Landgemeinden                        | Regierungsbezirk Aachen | Hermann Joseph Paulssen                                  | Bürgermeister, Laffeld                                             |
| Landgemeinden                        | Regierungsbezirk Aachen | Josef Pilgram                                            | Bürgermeister, Kelz                                                |
| Landgemeinden                        | Regierungsbezirk Köln | Heinrich Rolshoven                                       | Steinbreche                                                        |
| Landgemeinden                        | Regierungsbezirk Köln | Johann Leopold Schult                                    | Bürgermeister, Glessen                                             |
| Landgemeinden                        | Landkreise Aachen, Geilenkirchen | Konstantin Schunck                                       | Gutsbesitzer zu Gereonsweiler                                      |
| Landgemeinden                        | Regierungsbezirk Düsseldorf | Edmund von der Straeten                                  | Bürgermeister, Hardt                                               |
| Landgemeinden                        | Regierungsbezirk Koblenz | Dr. Ferdinand Wurzer                                     | Bürgermeister von Niederhammerstein                                |
| Landgemeinden                        | Regierungsbezirk Düsseldorf | Jakob Zores                                              | Gutsbesitzer, Zand                                                 |